# Danis dissimilis
Danis dissimilis är en fjärilsart som beskrevs av James John Joicey och Talbot 1916. Danis dissimilis ingår i släktet Danis och familjen juvelvingar. Inga underarter finns listade i Catalogue of Life.